# 重信メイ
重信 メイ（しげのぶ メイ、1973年（昭和48年）3月1日 - ）は、レバノン系・パレスチナ系日本人のジャーナリスト。専門は中東問題。レバノンのベイルート出生。メイのアルファベット表記についてはMeiとMayが混在するが、SNSでの自称はMayを使用している。

## 経歴・出自
新左翼で元日本赤軍のリーダー・重信房子元受刑者（2022年5月28日出所）とパレスチナ人活動家の間に生まれ、幼少期をアラブ社会で過ごす。8歳の誕生日に房子から「パレスチナ人と共に闘うため日本から来た」と教えられた。
房子は当時のアラブ社会を味方につけてもイスラエルや日本政府から追われており、その娘であるのを知られるとイスラエル情報機関に命を狙われるおそれがあったため、難民キャンプや民家を転々としながら房子の仲間以外には出自や本名を伏せて暮らした。通学や出入国に必要な仮の身分証明書の確保には、アラブ諸国などの支援を受けたという。父親についても房子はメイが16歳になるまで誰であるかは明かさず、その線からも暗殺のターゲットにされる可能性があったといい、後述の無国籍状態を余儀なくされる要因となった。
1997年にベイルート・アメリカン大学を卒業後、同大学大学院で国際政治学を、レバノン大学でジャーナリズムを学ぶ。出生後、前述の恐れから関係機関に対する手続が行わなれなかったため、28年間無国籍であったが、2001年3月に日本国籍を取得し、同年4月に初めて日本の土を踏む。その後、同志社大学大学院社会学研究科メディア学（博士課程）を修了。2011年に「アルジャジーラ放送アラビア語報道局によるフレーミングと議題設定効果の研究： 衛星チャンネルのアラブ社会への影響の視点から」の論文で博士（メディア学）の学位を取得する。
2001年12月に講師として招かれた日本の公立小学校で教壇に立つが、後述するトラブルに見舞われ頓挫している。
2002年から2012年まで河合塾の講師を歴任し、他方で2005年から2006年まで日本企業のAPF通信社（Asia Press Front）のインターネット配信番組でキャスターを、2006年からはCSのテレ朝チャンネル『ニュースの深層』でサブキャスターを4年間務めた。また、中東放送センターにも所属した。
重信メイの後見人は、玄洋社の総帥だった頭山満の孫で、玄洋社の流れを汲む呉竹会会長の頭山興助である。これは、重信房子の父・重信末夫が血盟団事件に関与した右翼団体金鶏学院の門下生で、五・一五事件に連座した頭山満の3男・頭山秀三とも関わりがあったことから、重信房子が逮捕後、頭山興助に依頼したものである。
2000年の逮捕の直前に重信房子が会っていたと一部で報じられたのが、政界の黒幕とも称された右翼活動家の四元義隆である。重信末夫は鹿児島出身で四元と同郷であり、金鶏学院でも共に学んだ。幼少時の重信房子は四元の膝の上で遊んでいたほどで家族同様の間柄であった。四元は血盟団に参加して歴史に名を残すことが出来たが、出番を待っていた末夫は参加の機会が与えられず、血盟団の指導者であり「一人一殺」を唱えていた日蓮宗の僧侶井上日召から「お前は優しすぎるので、実行には向かない。」と言われ郷里に帰されていた。テロリストを補欠で引退し帰郷した末夫は教師になり、房子が有名になると末夫の過去を知らない右翼団体からは抗議や嫌がらせが相次いだ。末夫によると「極右と極左は一致。ただ天皇観だけが違う」のだといい、「一水会」名誉顧問の鈴木邦男も影響を受けている。また、末夫は房子を「国家革新、革命」を遂げようとしたかつての右翼と同義であると信じており、誇りに思っていた。こうした父の代わりに房子は世界中を震撼させたテロ組織のリーダーとなった。
鈴木邦男はメイとは時期を同じくして河合塾の同僚の関係にあったが、鈴木と重信家三代の付き合いは1974年にはじまる。同年に鈴木が末夫に対する初めての取材を打診した際には、大事なことなので末夫は国外に居る房子に宛てて可否を問う手紙を送った。房子は鈴木のことを知らなかったが、日本から来た同志には知っている者がいて、鈴木には関わらないほうがよいとの返事を末夫に送った。ところが当時の郵便事情もあり返事が届くのに1か月以上かかり、その間に当時の身分を利用し信用させて取材は成功したという。

## 人物
- 房子によってメイと名付けられた由来については、日本赤軍がテルアビブ空港乱射事件を実行したのが1972年の5月（May）であり[注釈 4]、また、日本語としても革命の「命」の意味を込めたのだとされている[20][21][22][注釈 5]。本人は戸籍上も「重信メイ」となっていると明かす一方で、「命」という漢字表記を気に入っていると語るが、姓と合わせて「重信命」と書くとヤクザの世界[注釈 6]のようで違和感がなくはないのだという[22]
- メイには日本で暮らす妹と弟がおり、3人合わせて熟語[注釈 7]になっているとのことであるが、妹に限っては自分の名前があまり好きではないと漏らしているそうである[22]。なお、妹も弟も房子の同志の子どもたちであり、きょうだいとして育てられたものの血の繋がりはなく、メイは実際には一人っ子であるという[23]。
- 父親については、当時のパレスチナ解放人民戦線（PFLP）の指導者であったことをアルジャジーラが2018年のメイに関する特集記事で報じている[24]。ただし、いわゆる非公然活動家であったためその存在自体が一般には明らかになっておらず、安全保障上の理由からも公表を避けている[24]。なお、メイが2011年にBBCニュースの取材に答えたところによると、父親は既に亡くなっており、生前における意思疎通というのもなかったため、自分の存在を知っていたかまでは定かではないのだという[23]。
- 2001年12月、神奈川県藤沢市の市立小学校の家庭科担当の男性教諭によって「アラブ地方の料理を紹介」との名目で講師に招かれ、保護者を交えた総合的な学習の時間の授業を受け持った[13]。このときイスラエル軍の犠牲になったことを示唆する「戦車に石を投げる子供のスライド[注釈 8]」を上映したり、パレスチナの歴史をアメリカのインディアンに準えて教えていたことを保護者などが駐日イスラエル大使館に連絡し、同大使館が「パレスチナ問題に触れたのははなはだ遺憾」などと抗議した[13]。これを受け、調査に乗り出した藤沢市教育委員会は、「『憎しみからは何も生まれない。平和が大事』という観点からの授業で、問題ないと考える」[14]「授業内容に偏向はなかった」とした上で、監督責任により校長を、学校全体でのコンセンサスを得ずに選任を行ったとして担当教諭を、それぞれ厳重注意処分にしたと発表した[15]。
- 2022年の母親の出所直前には共同通信の取材に対して、「『お疲れさま』と言って抱きしめたい」「（重信房子は）暴力ではなく権利の中でやれることをやると思う」と語っている[25]。出所に際しての出迎えで報道陣が囲む中、用意した花束を房子へ手渡したのはメイであった[26]。なお、駐日イスラエル大使ギラッド・コーヘンは2022年5月31日、「出所した重信房子元最高幹部が温かく迎えられる姿を見て愕然としました。」とツイートしている[27]。
- 2023年10月11日、同日放送されたBS-TBS制作の報道番組『報道1930』に「中東問題を長年取材したジャーナリスト」として出演し、同時期に発生したパレスチナ・イスラエル戦争について解説した。この事について、駐日イスラエル大使のコーヘンは同月13日に行われた日本外国特派員協会での記者会見において、この出演に触れた上で、「50年前にイスラエル人を暗殺した犯人の娘が日本のテレビでコメンテーターをしていた。これは何だ?」「殺人者とテロリストの家族に発言の場を与えるのを許すべきではない」などと、BS-TBS並びにメイの姿勢を強く批判した[28][29][30]。
- メイは房子に対しては一貫して擁護の立場をとっているが、「親子の愛情というのは当たり前のもの」と思っていたところ、そうでもないウルリケ・マインホフとその娘の例を目の当たりにし、自分の場合は年に数回しか会えない時期もあった中で、房子がいろいろな形で愛情を表現する努力をしていたからこそ、意識として成り立つのだと感じたと語っている[8]。そのような房子の努力は、メイによれば自分だけにではなく万人、特に虐げられている人たちに対して向けた愛と献身の一環であったと実感したともいい、メイはまた、最終的に房子は、イデオロギーの枠組みにとらわれた闘争には限界があり、家族、愛、仲間意識、連帯感が革命にとって闘い同様に重要な要素であることを見極めたとしている[31]。
- 2008年5月、ダブリンで行われた国際会議にて「クラスター弾に関する条約」が採択された際には、ジャーナリストの上杉隆が2009年1月に出した著書の中で、イスラエル軍が多用したクラスター爆弾の不発弾による子どもたちへの二次被害について現地の視点で語っている[32]。2008年2月の時点でAFPBB Newsが報じたところによると、国連の調査では2006年のレバノン侵攻の際のイスラエル軍による空爆で「クラスター爆弾100万発以上が使用され、うち約4割が不発弾として残った」とされていた[33]。上杉が同様の問題に触れているが、メイは子どものころに家庭や学校などで「瓦礫や道端に落ちているものは絶対に拾ってはいけない」と教えられてきたという[32]。それでも中には言いつけを守れない子どももいて、「そうした子どもたちは、ボールのようなもの、おもちゃのようなもの、綺麗な色をした物体を拾っては死んでいったのです。それはクラスター爆弾でした。」といい、仮に命が助かっても「一生障害を背負って生きていかなくてはならなくなっていました。」と話していた[33]。

## 著書
- 『秘密 パレスチナから桜の国へ 母と私の28年』講談社、2002年、ISBN 4-06-210859-3
- 『中東のゲットーから (That's Japan)』ウェイツ、2003年、ISBN 4-901391-31-3
- 『「アラブの春」の正体 欧米とメディアに踊らされた民主化革命』角川書店（角川oneテーマ21新書）、2012年10月、ISBN 978-4-04-110329-6

## 出演

### 映画
- 9.11-8.15 日本心中（監督：大浦信行、シネマチック・ネオ、2004年）
- ドキュメンタリー 頭脳警察（監督：瀬々敬久、トランスフォーマー、2009年） - 第2部に出演。
- COACH コーチ 40歳のフィギュアスケーター（監督：室希太郎、ブルーローズ・シネマ・パートナーズ、2010年） - ヨーコ・大神 役
- 革命の子どもたち[34][35]（監督：シェーン・オサリバン（英語版）, 2010年） - 母・重信房子のことを、バーダー・マインホフ（ドイツ赤軍）の女性リーダー、ウルリケ・マインホフの娘と語る。
- The Anabasis of May and Fusako Shigenobu, Masao Adachi, and 27 years without Images （監督：エリック・ボードレール（英語版）、2011年）[36]

### テレビ番組
- 朝まで生テレビ!（テレビ朝日） - テーマ「激論! 最強の帝国主義? アメリカの正体」パネリスト（2003年4月26日）[37]
- ニュースの深層（朝日ニュースター） - 月曜・火曜・木曜サブキャスター（2006年10月 - 2010年3月）[8]
- ニュースの視点（TBS NEWS CS放送） - テーマ「リビア・カダフィ体制の崩壊とポスト9・11の世界」ゲスト（2011年9月12日）[38]
- 報道1930（BS-TBS）- テーマ「ハマスとイスラエル地上戦に展開か 世界経済“崩壊”？中東の緊張が世界に与える影響とは」ゲスト（2023年10月11日）

### ウェブ番組
- エアレボリューション『パレスチナの深層』（ニコニコ生放送、2024年2月23日）